# 942
942(구백사십이)는 941보다 크고 943보다 작은 자연수다.

## 수학
- 합성수로, 그 약수는 1, 2, 3, 6, 157, 314, 471, 942이다. 진약수의 합은 954이므로, 942는 과잉수다.
  - 제곱 인수가 없는 51번째 과잉수다. 이 성질을 지닌 앞의 수는 930, 다음 수는 966이다. (OEIS의 수열 A087248)
- {\displaystyle 942=229+233+239+241}
  - 연속하는 네 소수(素數)의 합으로 나타낼 수 있으며, 이 성질을 지닌 앞의 수는 928, 다음 수는 964다.

## 과학
- NGC 942: 고래자리 방향에 있는 렌즈형은하.
- 942 로밀다(영어판): 소행성.

## 군사
- LST-942(영어판): 제2차 세계 대전에 사용된 미국의 전차상륙함.

## 문화유산
- 대한민국의 보물 제942호: 황진가 고문서

## 방송
- 와르나 942(영어판): 싱가포르의 말레이어 라디오 방송국.

## 기타
- 연도: 942년, 기원전 942년